# Banque Laurentienne
Pour les articles homonymes, voir BLC.
La Banque Laurentienne du Canada ou BLC (en anglais : Laurentian Bank of Canada) (TSX : LB) est une banque canadienne créée en 1846.

## Histoire
La Banque d'Épargne de la Cité et du District de Montréal, qui deviendra la Banque Laurentienne, est fondée le 26 mai 1846 par Monseigneur Ignace Bourget, second évêque de Montréal, et par un groupe de 15 notables montréalais issus de différentes communautés linguistiques et confessionnelles. Une soixantaine de citoyens éminents se joignirent aux fondateurs à titre de directeurs honoraires, dont Louis-Hippolyte La Fontaine, Louis-Joseph Papineau et George-Étienne Cartier.
En 1871, la Banque se transforme en société limitée à capital-actions et reçoit une charte fédérale. La Banque emménage dans un nouvel immeuble au 176, rue Saint-Jacques à Montréal, qui abritera son siège social et sa succursale principale pendant plus d’un siècle. L'immeuble qui sera agrandi entre 1876 et 1924 porte aujourd'hui le numéro 262 de la rue Saint-Jacques.
En 1965, la Banque s'inscrit à la Bourse de Montréal. Une inscription à la Bourse de Toronto suivra en 1983.
En 1967, la Banque devient la première banque en Amérique du Nord à avoir un syndicat, avec quelque 1 100 postes syndiqués et le reste des postes non-cadres se joignant des décennies plus tard.
La Banque d’Épargne de la Cité et du District de Montréal change de nom en 1987 pour devenir la Banque Laurentienne du Canada. L'année suivante (en 1988), le siège social de la Banque se déplace sur l'Avenue McGill College.
En 1993, elle acquiert la Compagnie du Trust Eaton et la plupart des actifs de la société Nationale de Fiducie de la firme de courtage BLC Rousseau, devenue Valeurs mobilières Banque Laurentienne (VMBL).
En 2000, elle procède à l'acquisition de la totalité du capital-actions de la Compagnie de Fiducie Sun Life, une transaction qui mènera à la création de la nouvelle filiale B2B Trust, devenue B2B Banque.
Le 11 juillet 2023, la Banque annonce qu’elle examine ses « options stratégiques » pour se vendre à une banque rivale. Le 14 septembre 2023, la banque met fin à sa recherche, affirmant qu'elle poursuivra son plan de redressement.
Le 24 septembre 2023, une panne informatique majeure paralyse les opérations de la banque. La crise s'étire sur plusieurs jours. Le 2 octobre, la Banque laurentienne annonce le départ de sa PDG Rania Llewellyn et du président du conseil d'administration Michael Mueller. Mme Llewellyn est remplacée par Éric Provost. Une demande d'action en recours collectif pilotée par le cabinet Lambert Avocats est annoncée le même jour au nom de l'ensemble des 350 000 clients de la banque.

## Équipe exécutive
En octobre 2023, Éric Provost est nommé PDG en remplacement de Rania Llewellyn. Elle-même avait été nommée en octobre 2020, devenant la 29e présidente et cheffe de la direction de l'institution, succédant à Stéphane Therrien (intérim) et François Desjardins ,.